# Thomas Viaduct
Thomas Viaduct – wiadukt kolejowy w Stanach Zjednoczonych, nieopodal Baltimore w stanie Maryland. Zbudowany w latach 1833–1835 i używany do dziś, jest jednym z najstarszych w pełni zachowanych obiektów infrastruktury kolejowej w Ameryce Północnej. Nazwany imieniem Philipa Thomasa, pierwszego prezesa spółki Baltimore and Ohio Railroad i jednej z kluczowych postaci w historii kolei w Stanach Zjednoczonych.